# 유언

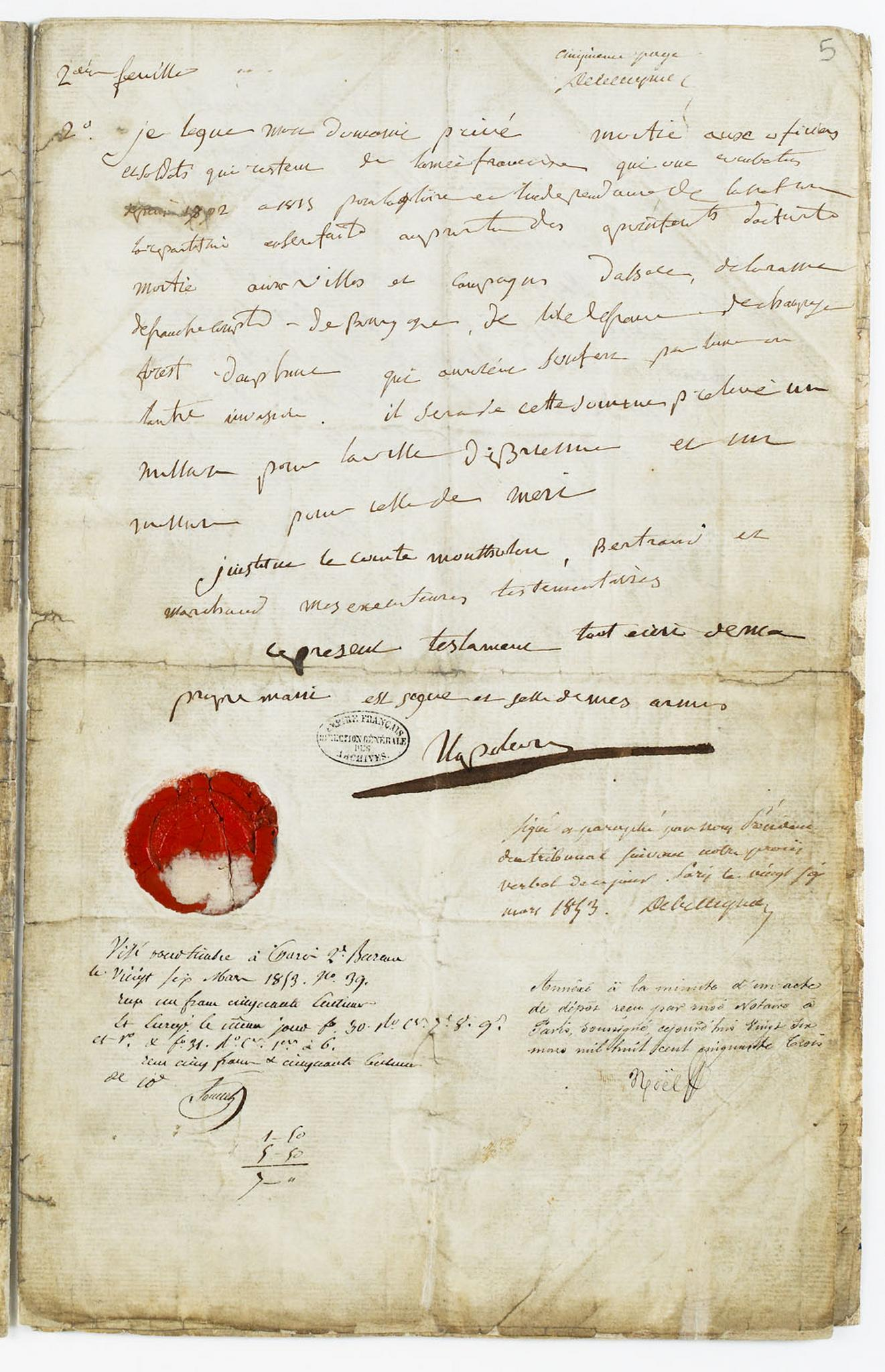

유언(遺言)은 어떤 사람이 죽음에 임박하여 남기는 말이다. 법적으로 유언은 유언자가 자신의 사망과 동시에 일정한 법률효과를 발생시킬 목적으로 행하는 단독행위이자 요식행위이다. 유언은 상대방 없는 단독적 법률행위이다. 계약인 사인증여(死因贈與)와는 달리 반드시 일정한 방식에 따라 행해야 하는 요식행위이다. 유언을 담은 문서는 유서 또는 유언장이라 한다. 오늘날 사유재산제도를 인정하는 사회구조 아래서는 자기의 재산에 대하여 생전에는 물론 사후에도 그의 의사에 따라 마음대로 처분(재산처분의 자유)할 수 있도록 유언의 자유를 채택하고 있다. 유언제도는 유언자가 남긴 최종의 의사를 존중하고, 사후에 그 의사의 실현을 보장하기 위하여 인정되는 제도이다. 유언은 재산관계에 한정되지 않으나 대부분은 상속이나 유증에 관한 것이며, 신분상의 유언 사항인 인지의 경우에도 대부분 물질적인 것, 즉 상속이나 부양의무와 관련해서 행해지는 경우가 대부분이다. 여기에도 법률행위자유의 원칙과 마찬가지로 “유언 자유의 원칙”이 확립되어 있다.

## 대한민국 민법 상 유언
대한민국 민법도 유언자유의 원칙을 채택하여, 유언을 유효하게 할 수 있는 능력을 가진 사람은 누구든지 자유롭게 유언을 할 수 있다. 즉 만17세에 달하면 비록 무능력자일지라도 의사능력을 가지고 있는 한 유언을 할 수 있으며, 금치산자도 의사능력을 회복하고 있는 한 유언을 할 수 있다. 이와 같이 유언이란 사망자의 최종의사를 존중하려는 것이므로 법정대리인이 대리하여 유언을 하거나, 유언에 동의하는 행위 등은 아무런 법률효과도 나타내지 못한다. 유언으로 할 수 있는 사항은 법률로 규정된 것에 한한다. 신분에 관한 유언사항으로는 인지·입양·후견인 지정·친족회원 지정 등이 있고, 재산에 관한 유언사항으로는 상속재산분할 방법의 지정 또는 위탁·상속재산분할 금지·유언집행자의 지정 또는 위탁·유증·신탁·재단법인의 설립 등을 들 수 있다. 유언은 유언자가 최종의사를 표시한 때에 성립하며, 유언자가 사망한 때에 유언의 효력이 나타난다.

## 유언능력
제1061조 유언적령 만 17세에 달하지 못한 자는 유언을 하지 못한다.
제1062조 제한능력자와 유언 유언에 관하여는 제5조[미성년자의 능력]. 제10조[피성년후견인의 행위와 취소] 및 제13조[피한정후견인의 행위와 동의]를 적용하지 아니한다.
제1063조 피성년후견인의 유언능력
(1) 피성년후견인은 의사능력이 회복된 때에만 유언을 할 수 있다.
(2) 제1항의 경우에는 의사가 심신 회복의 상태를 유언서에 부기하고 서명날인하여야 한다.

## 유언의 방식
유언은 유언자가 사망한 후에 효력을 발생하므로 유언에 관한 분쟁을 막기 위해 법률은 엄격한 방식을 요구한다. 그리고 법률에 정한 방식에 따르지 않은 유언에 대해서는 효력을 인정하지 않는다. 민법 제1065조 내지 제1070조가 유언의 방식을 엄격하게 규정한 것은 유언자의 진의를 명확히 하고 그로 인한 법적 분쟁과 혼란을 예방하기 위한 것이므로, 법정된 요건과 방식에 어긋난 유언은 그것이 유언자의 진정한 의사에 합치하더라도 무효에 해당한다 민법에 규정된 유언방식에는 다음 다섯가지가 있다.

### 자필증서(自筆證書)에 의한 유언
자필유언은 유언자가 손으로 직접 쓰는 형식의 유언을 말한다. 자필유언은 유언자가 유언의 내용, 작성연월일, 성명, 주소를 직접 쓰고 날인(捺印, 엄지의 지장도 날인으로 본다.)하여야 그 효력이 인정된다. 즉, 자필유언의 경우 날인하지 않고 서명만 하거나, 주소를 적지 않거나, 작성년월일을 적지 않거나 작성년월까지만 쓴 경우 등은 유언의 효력이 없다. 자필증서는 유언자의 사망 후 법원의 검인을 받아야 한다.
자필증서에 의한 유언에 있어서 그 증서에 문자의 삽입, 삭제 또는 변경을 할 때는 유언자가 이를 직접 쓰고 날인하여야 한다. 그러나, 증서의 기재 자체에 의하더라도 명백한 오기를 정정한 것에 지나지 않는다면 설령 그 수정 방식이 민법 제1066조제2항에 위배된다고 할지라도 유언자의 의사를 쉽게 확인할 수 있으므로 이러한 방식의 위배는 유언의 효력에 영향을 미치지 아니한다.

### 녹음(錄音)에 의한 유언
유언자가 유언의 취지와 성명·연월일(年月日)을 말하고, 이에 참여한 증인이 유언의 정확성과 성명을 말한 것을 녹음함으로써 성립하는 유언방식이다. 이때 무능력자와 유언에 의해 이익을 받는 사람과 그 배우자 및 직계혈족은 증인으로 될 수 없다.
녹음으로 유언을 할 시 조용한 장소에서 유언자와 증인은 녹음기에 녹음을 한다. 유언자는 유언의 취지, 성명, 녹음연월일을 말하고 증인은 유언의 정확성과 성명을 말한 것을 녹음한다. 녹음후 녹음은 녹음기로 저장하거나 카세트테이프 등으로 저장하여 유언자의 사망후 법원의 검인을 받는다.
위, 변조가 없고 본인의 의사를 강하게 표현할 수 있는 장점이 있다. 특히 별도의 서명, 날인등을 하지 않아 가장 간편하고 증인은 1명만 있으면 되니 유언중 가장 편리한 유언이다.
녹음의 유언의 경우 녹음기나 카세트테이프의 경우 분실의 우려가 있다.

### 공정증서(公正證書)에 의한 유언
증인 두 사람이 참여한 공증인의 앞에서 유언자가 유언내용을 공증인에게 구두로 말하면, 공증인은 그것을 필기한 후 유언자와 증인에게 읽어주고 유언자와 증인이 필기의 정확성을 승인한 후에 유언자·증인·공증인이 각자 서명·날인을 함으로써 성립한다. 유언장에 대하여 공증사무실에서 인증을 받았으나 그 유언장이 증인 2명의 참여가 없고 자서(自書)된 것도 아니라면 유언으로서의 효력을 발생할 수 없다. 하지만 공증 변호사가 미리 작성하여 온 공정증서에 따라, 의식이 명료하고 언어소통에 지장이 없는 유언자에게 질문하여 유증의사를 확인하고 그 증서의 내용을 읽어주어 이의 여부도 확인한 다음 자필서명을 받은 경우, 위 공정증서에 의한 유언은 민법 제1068조에서 정한 요건을 모두 갖추었다
공정증서의 유언의 경우 별도의 검인이 필요없고 공증인이 유언장을 확인하니 무효는 거의 될 수 없다. 유언공정증서의 경우 유언중 가장 강력하며 집행을 정확히 할 수 있다.
- 참고: 공정증서 유언은 생전에 내용수정이 자유롭다.

### 비밀증서(祕密證書)에 의한 유언
유언자가 필자의 성명을 기입한 증서를 엄중히 봉하고 이를 두 사람 이상의 증인 앞에 제출하여 자기 유언서임을 표시한 다음, 그 봉서의 표면에 그 유언서를 제출한 연월일을 기재하고 유언자와 증인이 각각 서명 또는 기명날인을 한다. 이러한 유언봉서를 그 후 5일 이내에 공증인아나 법원서기에게 제출하여 확정일자인(確定日字印)을 받음으로써 성립된다. 유언자의 사망후 법원의 검인을 받아야 한다.
비밀증서의 경우는 분실의 위험성이 있다. 또한 유언자의 사망후 법원의 검인을 받을시 발견한 자는 즉각 법원으로 보내야 하지만 발견자가 내용을 위조 할 수 있다.
비밀증서의 경우 5일이내 확정일자를 받지 않는 경우 다시 작성하여 5일이내 공증인이나 법원서기에게 확정일자인을 받아야 한다.

### 구수증서(口授證書)에 의한 유언
유언자에게 질병 기타 급박한 사정이 있는 경우에 유언자가 두 사람 이상의 증인 앞에서 유언의 취지를 말하면, 유언의 취지를 들은 사람이 이를 적어 유언자와 증인 앞에 읽어준 후, 그들이 그 내용을 확인한 후 각자 서명·날인을 함으로써 성립한다. 이와 같이 해서 만들어진 유언서는 입회했던 증인이나 이해관계인이 급박한 사정이 그친 날로부터 7일 이내에 법원에 검인(檢認) 신청을 해야 한다. 이상과 같은 방식에 의해 이루어진 유언서에 삽입·삭제를 하는 등 변경을 가하려면 유언자가 이에 자서(自書)하고 날인을 해야 한다. 구수증서에 의한 유언은 민법상 유언의 보통방식의 하나로 규정되어 있으나 그 실질에 있어서는 다른 방식의 유언과는 다르므로 유언요건을 완화하여 해석하여야 한다

##### 요건
1. 질병 기타 급박한 사유로 인하여 다른 방식에 의한 유언을 할 수 없어야 한다
2. 구수 및 필기낭독 후 서명 또는 기명날인을 하여야 한다
3. 유언의 검인

## 유언사항의 법정
유언으로 할 수 있는 사항은 다음에 한한다.
1. 상속에 관한 사항
2. 유산의 처분에 관한 사항
3. 신분에 관한 사항
4. 유언의 집행에 관한 사항

## 유언의 철회
유언은 사람의 최종 의사를 존중하려는 제도이므로 유언을 한 후라도 생전에는 언제든지 자유롭게 그 전부 또는 일부를 철회할 수 있다(1108조). 민법은 이와 같이 유언철회의 자유를 채택하고 있으므로, 철회권은 포기할 수 없고 만약 철회금지를 약속했더라도 철회할 수 있다.
유언의 철회에는 임의철회(任意撤回)와 법정철회(法定撤回)의 두 가지가 있다.
임의철회유언자가 유언 또는 생전행위로써 전의 유언을 철회하는 것을 말한다. 철회를 할 때 전에 한 유언과 같은 방식으로 철회해야 하는 것은 아니다.
법정철회직접적으로 유언철회의 의사를 표시하지 않더라도 법률에 정한 사실이 발생함으로써 철회를 한 것과 같이 취급하는 것이다. 즉 앞에 한 유언과 뒤에 한 유언이 그 내용상 충돌하거나, 유언을 한 후에 유언자가 유언의 내용과 충돌되는 행위를 한 때(1109조), 그리고 유언자가 고의로 유언증서를 없애거나 유증의 목적물을 없애버린 때에는(1110조) 법정철회가 성립된다.
유언이 철회되면 처음부터 유언이 없었던 것과 마찬가지로 되므로, 유언자가 사망하더라도 유언은 아무런 효력이 생기지 않는다. 그런데 유언이 철회된 뒤에 그 철회를 다시 철회하는 경우, 처음의 유언이 부활하는가에 관해서는 여러 학설이 존재한다. 즉, 부활주의와 비부활주의가 대립되고 있는데, 부활주의의 입장에서 해석하는 학설이 다수설이다.

## 유언의 무효와 취소
유언자의 생존 중에 유언의 효력을 잃게 하려면 유언을 철회하면 되지만, 유언자가 사망한 후에는 유언을 무효 또는 취소시킴으로써 효력의 발생을 저지시킬 수 있다. 유언의 무효란 유언의 내용 또는 형식상 요구되는 요건의흠결로 인하여 처음부터 유언으로서 성립될 수 없는 것을 말하고, 유언의 취소란 유언의 효력 발생을 저지하는 것을 말한다. 유언이 무효로 되는 경우로는 유언의 방식에 결함이 있는 때, 유언무능력자가 유언을 한 때, 수증결격자에게 유언한 때, 선량한 풍속·기타 사회질서에 위반되는 사항을 내용으로 한 유언을 한 때, 진정하지 않은 의사표시로써 유언한 때, 유언사항 이외의 유언을 한 때, 이미 실현된 것을 내용으로 한 유언 등을 들 수 있다. 유언이 취소될 수 있는 경우로는 사기 또는 강박으로 인하여 유언의 의사를 표시하거나, 착오로 인하여 유언이 행하여진 때가 이에 해당된다. 유언의 무효와 취소에 관한 청구는 상속인·그 법정대리인·유언집행자·수증자·기타 이해관계인이 제기할 수 있다. 무효나 취소로 되면 그 유언은 없었던 것과 같게 되므로 유언자가 사망하더라도 아무런 효력도 발생할 수 없게 된다.

## 유언의 효력
유언의 의사표시를 하는 때에 유언은 성립하지만, 그 효력은 유언자가 사망한 때에 발생한다(1073조). 그러므로 유언에 의해 이익을 받는 자라도 유언자가 사망할 때까지는 아무런 권리를 취득하지 못한다. 유언에 의하여 인지나 입양을 하는 때에도 인지나 입양의 신고를 한 때에 효력이 발생되는 것이 아니고 유언자가 사망한 때에 효력이 발생한다. 유언은 상대방 없는 단독행위이므로 유언의 효력이 발생할 때 유언자가 아무런 조치를 하지 않아도 유언의 효력이 발생한다. 유언에는 그 성질상 허용되지 않는 경우를 제외하고는 조건이나 기한을 붙일 수가 있다. 정지조건이 붙은 유언을 하는 경우에 그 조건이 유언자의 사망 후에 성취된 때에는 성취된 때로부터 유언의 효력이 발생한다(1073조 2항). 만약 유언자의 사망 전에 조건이 성취되면 조건이 없는 유언으로 바뀐다. 유언에 해제조건이 붙은 경우에는 유언의 효력이 유언자가 사망한 때로부터 생기며, 조건이 사망 후에 성취되었을 때에는 그 때부터 효력을 잃는다. 만약 유언자가 사망하기 전에 조건이 성취되면 그 유언은 효력이 발생될 수가 없다. 유언에 시기(時期)를 붙인 경우에는 유언을 유언자가 사망한 때로부터 효력이 생기지만, 이행청구는 시기가 도래한 후에야 비로소 할 수 있다. 종기(終期)가 붙은 때에는 유언자의 사망시에 발생된 효력이 종기가 도래함으로써 그 효력을 잃게 된다.

## 유언의 집행
제1091조 유언증서, 녹음의 검인 (1) 유언의 증서나 녹음을 보관한 자 또는 이를 발견한 자는 유언자의 사망 후 지체 없이 법원에 제출하여 그 검인을 청구하여야 한다.

## 유증(遺贈)
아무런 대가도 없이 유언에 의하여 재산의 전부 또는 일부를 주는 행위이다. 유증은 반드시 재산을 목적으로 해야 하지만, 유언자의 상속재산에 국한되는 것은 아니며, 적극적 재산뿐 아니라 소극적 재산, 즉 채무의 면제도 유증의 대상이 될 수 있다.

## 유언의 집행
유언에 표시된 유언자의 의사를 실현하기 위한 절차를 유언의 집행이라고 한다. 유언에는 후견인의 지정·상속재산의 분할금지의 경우와 같이 특별집행절차가 필요 없는 경우도 있지만, 대부분의 경우에는 유언의 내용을 실현하기 위한 특별절차가 필요하다. 유언의 집행절차로는 우선 유언서나 유언녹음의 위조와 변조 등을 막고 보존을 확실하게 하기 위해서 검인(檢認)을 한다. 즉 유언집행을 준비하기 위해 유언서나 유언녹음을 보관하는 사람이 유언자의 사망 후에 이를 가정법원에 제출하여 검인을 청구해야 한다(1091조). 그리고 봉인된 유언 증서를 개봉하는 경우에는 유언자의 상속인·그 대리인·이해관계인이 참여한 자리에서 가정법원이 이를 개봉한다(1092조).
유언집행의 임무를 담당하는 사람을 유언집행자(遺言執行者)라 하는데 유언집행자에는 다음 세 가지 종류가 있다.
지정 유언집행자(指定遺言執行者)유언자의 유언으로 직접 지정된 혹은 지정의 위탁을 받은 제3자에 의해 지정된 유언집행자를 말하는데, 이들은 유언집행자의 지위를 승낙하거나 사퇴할 수 있다.
법정 유언집행자(法定遺言執行者)유언자가 유언집행자를 지정하지 않거나, 지정받은 사람이 이에 불응을 함으로써 지정 유언집행자가 없으면 상속인이 유언집행자로 되는데 이를 법정 유언집행자라고 한다.
선정 유언집행자(選定遺言執行者)유언 집행자가 없거나 사망 기타의 사유로 인하여 없게 된 때 가정법원이 이해관계인의 청구에 의하여 유언집행자를 선임하는데, 이와 같이 선임된 유언집행자를 선정 유언집행자라고 한다.
유언집행자로서 선임될 자격이 없는 사람을 결격자라고 하는데, 미성년자·금치산자·한정치산자·파산자 등은 유언집행자로 될 수 없다. 유언집행자의 지위에 오른 사람은 상속인의 대리인으로 보므로(1103조), 유증의 목적인 재산의 관리 그 밖에 유언집행에 필요한 행위를 할 권리의무를 부담한다. 따라서 상속재산의 목록을 작성할 의무를 부담하고, 상속재산에 대해 선량한 관리자의 주의를 가지고 관리해야 한다.유언집행자가 유언의 집행을 완료하면 그 임무는 절대적으로 종료하며, 유언집행자가 사망하거나 결격자로 되거나 또는 유언집행자가 사퇴를 하거나 해임되면 유언집행자의 임무는 상대적으로 종료한다. 이때에는 새로 선임된 유언 집행자가 유언집행을 계속하게 된다.

## 판례
피상속인이 생전행위 또는 유언으로 자신의 유체·유골을 처분하거나 매장장소를 지정한 경우에, 선량한 풍속 기타 사회질서에 반하지 않는 이상 그 의사는 존중되어야 하고 이는 제사주재자로서도 마찬가지이지만, 피상속인의 의사를 존중해야 하는 의무는 도의적인 것에 그치고, 제사주재자가 무조건 이에 구속되어야 하는 법률적 의무까지 부담한다고 볼 수는 없다.

## 미국

### 캘리포니아주
유언의 효력 인정 요건은 다음과 같다. (Probate Code section 6110 et seq.)
1. 유언은 반드시 서면으로 하여야 한다.
2. 유언자의 요건: 18세 이상, 정신능력자
3. 유언자 본인의 서명
4. 2인 이상의 증인 서명. 증인은 18세 이상으로 정신능력자이어야 한다.

### 자필 유언장
유언자의 서명과 중요 사항의 자필 기재에 한하여 자필로 작성된 유언장을 인정하며 증인을 요하지 않는다.

### 유언장 변경
유언자의 사망전에  아무 때나 유언변경이 가능하며 유언보충서를 작성하여 변경할 수 있다.

### 유언장의 취소
역시 유언자는 사망전 아무 때나 유언을 취소할 수 있으며 취소문서 작성하거나 유언장을 폐기 처분함으로 이루어질 수 있다. 유언은 철회의 의도를 가지고 태우거나 찢기거나 취소되거나 제거되거나 아니면 파괴됨으로써 철회된다.

### 유언장의 예
나 김철수는 뉴욕의 거주자로 현 주소지로 하고 있으며 지금까지 작성한 유언과 유언보충서를 모두 철회하고 이 유언장의 최종 유언장임을 확인한다.

제1, 나의 장례식 과 내가 가지고있는 재산의 운영에 드는 지출비용과 모든 재산, 재산이나 지속적으로 세금을 물어야 하는 것들, 나의 이익과 벌금들을 모두 포함한 것들은 나의 죽음이라는 이유로써 지불될수 있을것이며, 배분되거나 할당되지 않아도 잔여재산을 가지게되는 사람에 반하여 전체적으로 관할되어 지불될 것이다. 나의 유언집행인은 그러한 것들을 지불함에 있어서 기부금이나 배상의조건을 요구하지 말아야 할 것이다.

제2, 나의 부인이 생존해 있을 경우, 유증재산과 유언으로 증여한 것들은 모두 그녀에게 주며, 총계는 잔여재산들의 상속분과 같아야 할 것이며, 계산하는 자 와 모든 명명한것들은 이와같은 나의 결정을 따라야 할 것이다.

## 이해관계를 가진 유언장 증인
유언에 의해 이익을 얻는 유언장에 대한 증인은 사기나 부적절한 영향력을 행사하였으리라는 반박 가능한 추정을 받게 된다. 이런 추정을 뒤집지 못하면 무유언 상태에서 받을 몫 이상을 받는 것이 불가하다.

## 상대적 철회의 원칙
유언자가 과거 유언장을 철회하고 새로 유언장을 작성하였는데 새로운 유언장이 무효인 경우 과거 유언장이 다시 부활하는 것을 말한다.

## 참고 문헌
- 텍사스에서의 유언장 작성에 대하여
- 여덟 번째 이야기 – 자필 유언장 이정운 변호사 2011-02-11

## 같이 보기
- 상속
- 대한민국의 상속법